# Pepe Le Skunk

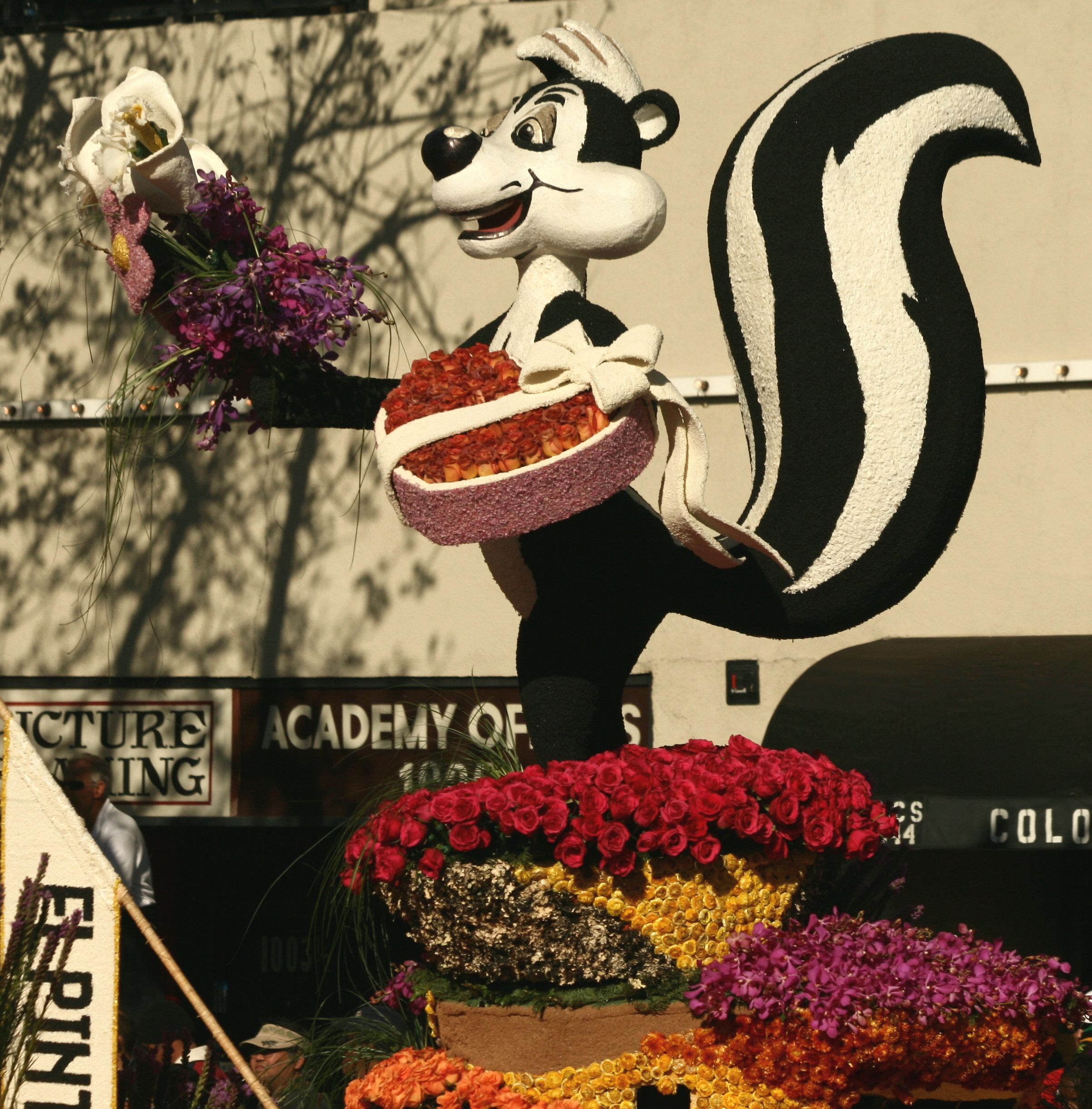
Figur föreställande Pepe Le Skunk i samband med Rose Parade 2010

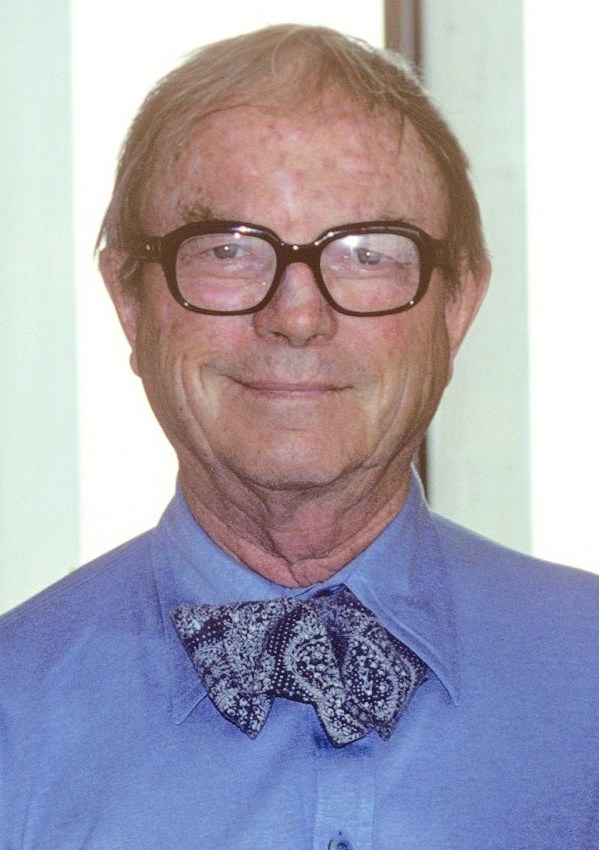
Pepe Le Skunks skapare Chuck Jones.

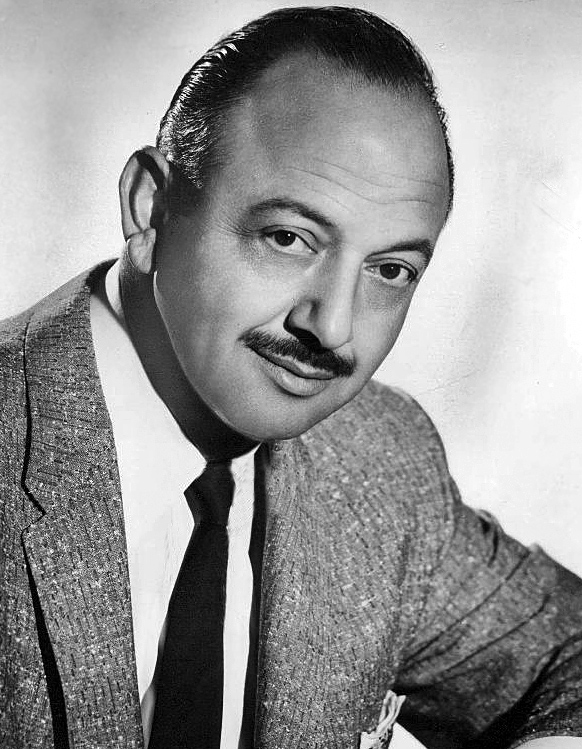
Mel Blanc gjorde originalrösten till Pepe Le Skunk.

Pepe Le Skunk (Pepé Le Pew) är en fiktiv antropomorfisk skunk i den amerikanska animerade kortfilmsserien Looney Tunes.

## Bakgrund
Pepe Le Skunk är en skunk som skapades 1945 av Chuck Jones och Michael Maltese, och debutfilmen hette Odor-able Kitten. Rösten gjordes av Mel Blanc från 1945–1985. 
Han är en vänlig charmör och talar engelska med stark brytning på franska. Pepe Le Skunk är mycket kärlekskrank och ständigt på jakt efter "l'Amour", men ingen vill ju ha honom eftersom han luktar så illa. Ett stående skämt är att han får syn på en svartvit katthona – officiellt kallad Penelope Pussycat även om namnet aldrig nämnts i någon film – och tror att det är en skunkflicka. När katten flyr från hans stank tror han att hon bara spelar svårflirtad, och så är jakten i full gång.

## Långfilm
Pepe Le Skunk är även med i långfilmerna Space Jam (1996) och Looney Tunes Back in Action (2003).